# Movie Star (Zweiの曲)
Movie Star(ムービー・スター)はZweiの1枚目のシングル。

## 内容
プロデューサーにNICK WOODを迎えたデビュー・シングルは、日本テレビ系「ぐるぐるナインティナイン」エンディング・テーマ及び同系列「『AX MUSIC-TV』AX POWER PLAY #059」テーマ・ソング。

## 収録曲
1. Movie Star
作詞：佐々木美和　作曲：NICK WOOD　編曲：NICK WOOD・Chris Corner
2. Love Land
作詞：佐々木美和・NICK SOUTER・NICK WOOD　作曲：NICK WOOD　編曲：NICK WOOD・Chris Corner
3. Movie Star(inst.)

## 評価
CDジャーナルでは、「硬質な歌声と存在感のあるベースが、ダンサブルなUKサウンドにハマって文句なしにスタイリッシュ。」と評している。